# Dreizehnstreifen-Hörnchen
Das Dreizehnstreifen-Hörnchen (Ictidomys tridecemlineatus, Syn.: Spermophilus tridecemlineatus), auch Dreizehnstreifenziesel oder Dreizehnstreifen-Erdhörnchen genannt, ist ein in Nordamerika vorkommender Vertreter aus der früher zu den Zieseln gezählten Gattung Ictidomys.

## Aussehen

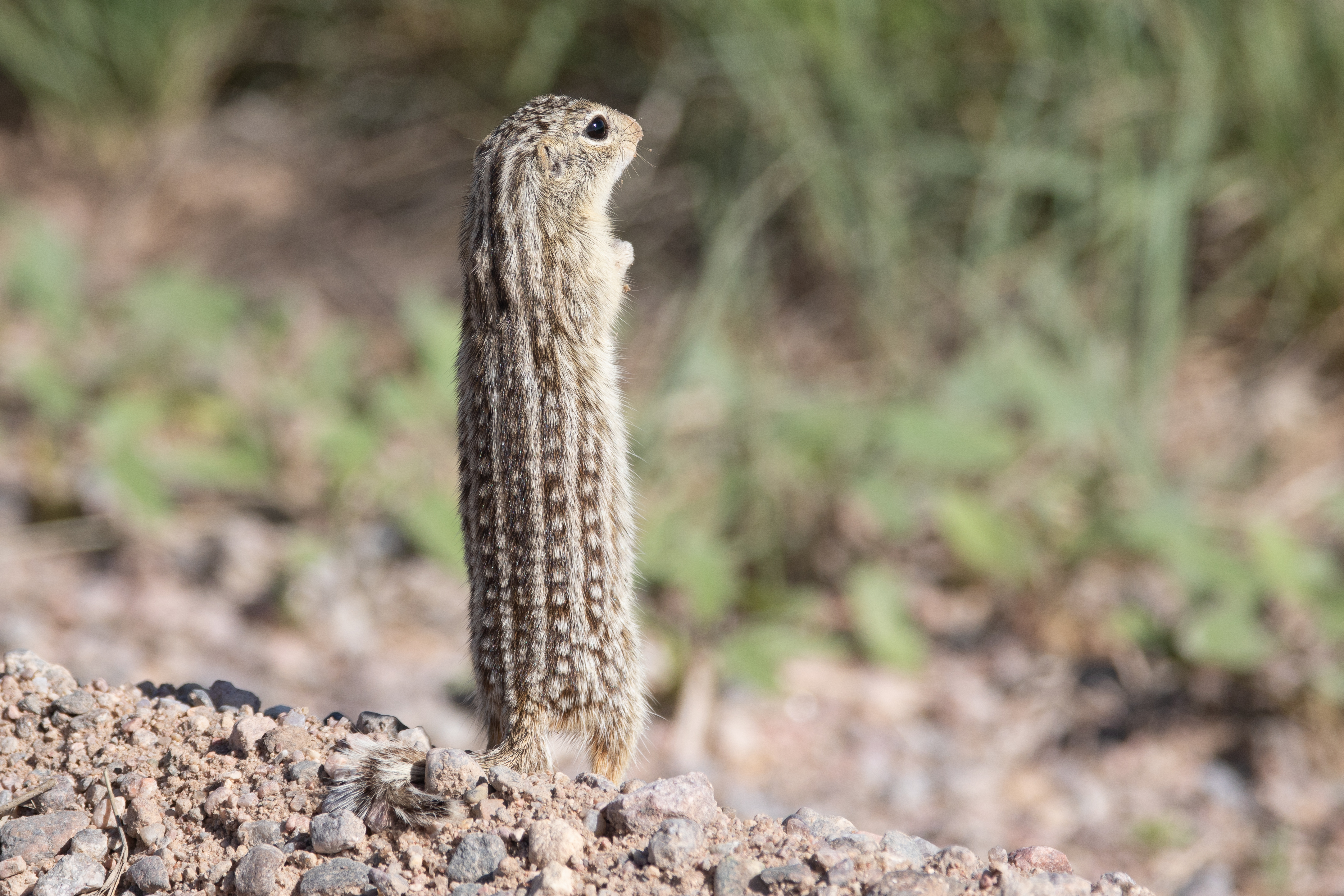
Dreizehnstreifenziesel stehend

Das 11,5 bis 16,5 Zentimeter große und 140 bis 250 Gramm schwere Tier hat einen braunen Rücken mit vier länglichen weißen Linien und dazwischen fünf Streifen mit weißen Punkten, der Bauch ist hellbraun und ins Graue übergehend. Die Pfoten sind grau gefärbt. Der Schwanz ist zum Ende hin stark gefranst. Der Kopf ist kurz, rund und die kurze Schnauze ist spitz.

## Vorkommen

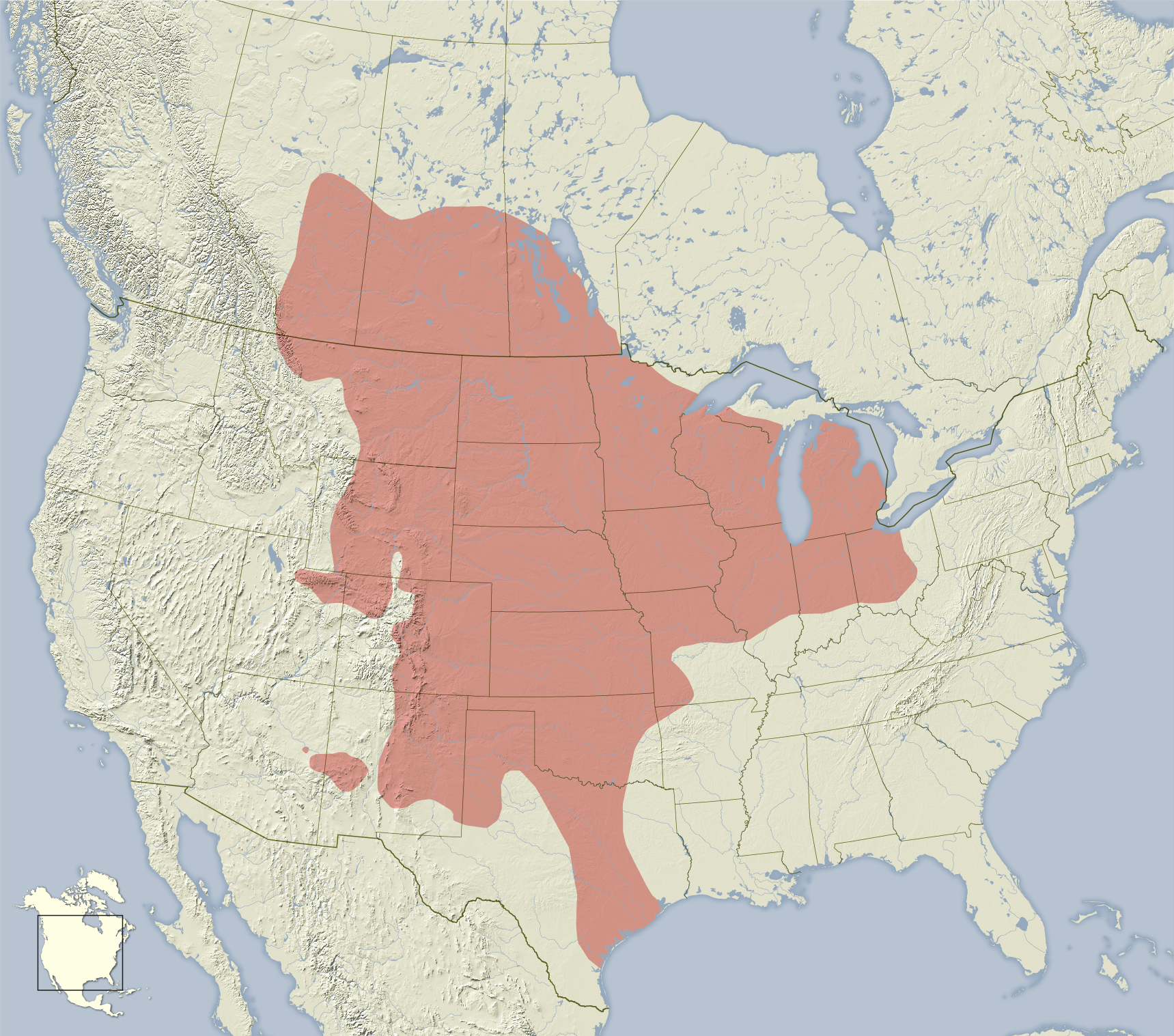
Verbreitungsgebiet des Dreizehnstreifen-Hörnchens

Diese Art kommt in den trockenen Grasflächen der Prärie im Westen der Vereinigten Staaten von Amerika vor.

## Lebensweise
Im Sommer zählt das Sammeln und Einlagern von Pflanzensamen zu seiner Hauptbeschäftigung. Als weitere Vorsorge für den Winter frisst sich das Tier ein dickes Fettpolster an. Es hält bis zu sieben Monate lang Winterschlaf in seinem unterirdischen Bau, den es vorher mit Pflanzenfasern ausgepolstert hat. Die Lebenserwartung beträgt sieben bis zehn Jahre.

## Fortpflanzung
Männchen und Weibchen kommen im zeitigen Frühjahr nur kurz zur Paarung zusammen. Das Weibchen übernimmt allein die Aufzucht der bei der Geburt noch nackten und blinden Jungen.

## Systematische Einordnung
Das Dreizehnstreifen-Hörnchen wurde unter den Zieseln (Gattung Spermophilus) in die Untergattung Ictidomys eingeordnet. Diese wurde 2009 als eigene Gattung eingestuft. Neben dem Dreizehnstreifen-Hörnchen wurden auch der Mexikanische Ziesel (Ictidomys mexicanus), im zentralen und nordöstlichen Mexiko und in Texas vorkommend, sowie der Rio-Grande-Ziesel (Ictidomys parvidens), ebenfalls aus Mexiko und Texas, in diese Gattung gestellt.

## Gefährdung und Schutzmaßnahmen
Da diese Art nicht bedroht ist und auch in Schutzgebieten vorkommt, stuft die IUCN sie als nicht gefährdet (Least Concern) ein.